# 274020 Skywalker
274020 Skywalker è un asteroide della fascia principale. Scoperto nel 2007, presenta un'orbita caratterizzata da un semiasse maggiore pari a 3,1067015 UA e da un'eccentricità di 0,2115340, inclinata di 15,36715° rispetto all'eclittica.
L'asteroide è dedicato al cognome di alcuni personaggi della saga di Guerre stellari: Luke e Anakin.